# St. Joseph (Minnesota)
St. Joseph – miasto w Stanach Zjednoczonych, w stanie Minnesota, w hrabstwie Stearns.